# Моя офіційна дружина
Моя офіційна дружина (англ. My Official Wife) — американська драма режисера Джеймса Янга 1914 року.

## Сюжет
Елен Марі в бігах від російської поліції у Санкт-Петербурзі — за замах на царя.

## У ролях
- Клара Кімболл Янг — Елен Марі
- Гаррі Т. Морі — Артур Леннокс
- Ерл Вільямс — Саша
- Л. Роджерс Літтон — барон Фрідріх
- Роуз Теплі — Лаура
- Мері Андерсон — Марджорі
- Артур Козіне — Безіл Велетскі
- Чарльз Веллеслі — Костянтин Велетскі
- Луїз Бодет — Ольга
- Хелен Коннеллі — Софі